# Ghennadi Vaganov
Ghennadi Vaganov (n. 25 noiembrie 1930, Duvan⁠(d), RSFS Rusă, URSS) este un schior de fond ce a reprezentat Uniunea Republicilor Sovietice Socialiste, medaliat olimpic. A participat la 2 ediții ale Jocurilor Olimpice (1960, 1964) în care a câștigat o medalie de bronz.